# Уинтерсет (Айова)
Уинтерсет (англ. Winterset) — крупнейший город и административный центр в округе Мадисон в штате Айова в Соединённых Штатах Америки.
Согласно результатам переписи населения США, проведённой в 2020 году, число жителей города составляло 5353 человека, что, для такого небольшого населённого пункта, существенно больше (+ 3,1%), чем было во время предыдущей переписи прошедшей в 2010 году (5190 человек).

## История

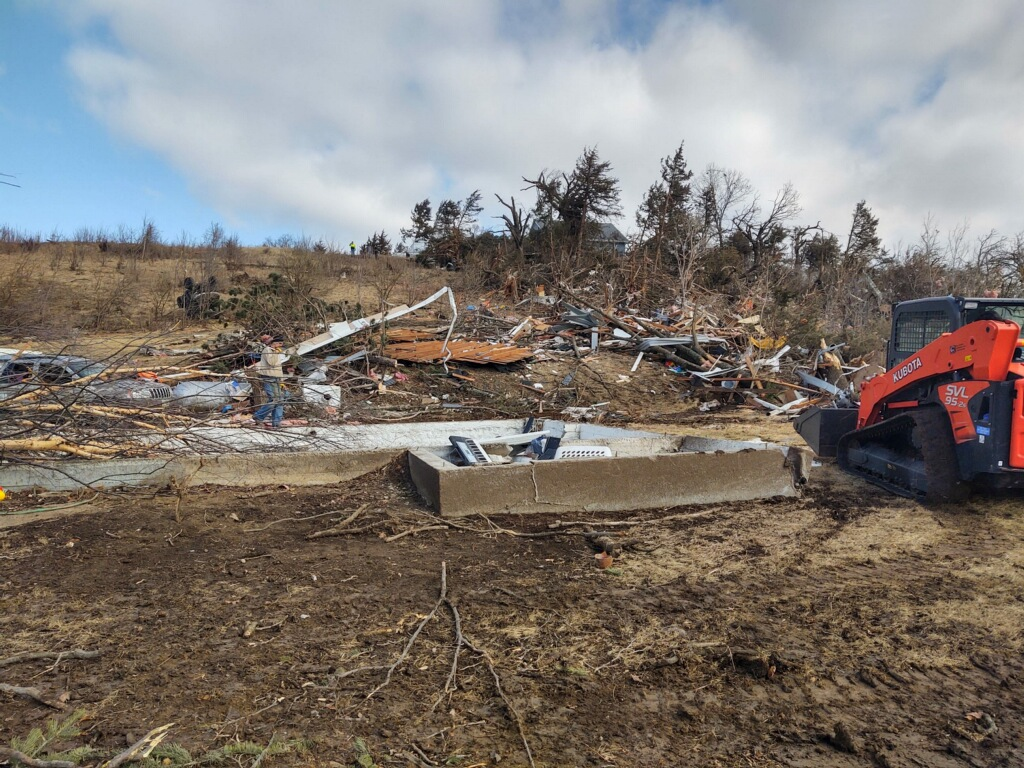
Последствия Торнадо в Уинтерсете (2022)

Название «Winterset» было выбрано посёлку во время прохладного лета 1849 — года когда город был основан. Первоначально название должно было быть диаметрально противоположным — «Саммерсет» (англ. Summerset), но нехарактерные для этого времени года холода в регионе сподвигли членов комиссии изменить его на нынешнее. В то время в сообществе проживало менее тысячи человек.
5 марта 2022 года на город и его окрестности города обрушился сильный торнадо, который унёс жизни шести человек.

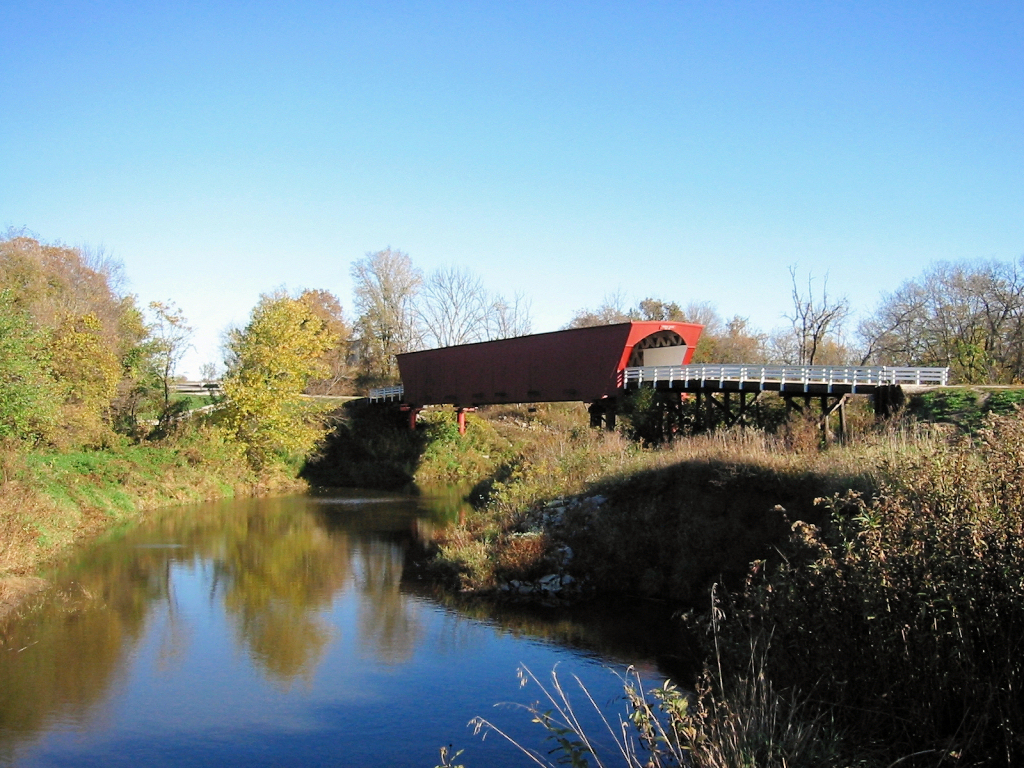
Мост Роземана

Уинтерсет, как и весь округ, широко известен своими крытыми мостами, чему в немалой степени поспособствовал известный любовный роман «Мосты округа Мэдисон» американского писателя Роберта Джеймса Уоллера, по которому был снят (в том числе в в самом Уинтерсете) одноимённый фильм и Мэрил Стрип получила «Оскар» за лучшую женскую роль в этой картине; кроме того кинолента находится на 90-м месте в рейтинге 100 самых страстных американских фильмов за 100 лет по версии AFI. Всего в округе Мэдисон расположено шесть таких мостов, и один из них, построенный в 1883 году, находится в городском парке Уинтерсета (в 1976 году занесён в Национальный реестр исторических мест США). Ежегодный фестиваль крытых мостов чествует мосты и местное наследие каждый второй уик-энд октября.
Другой нитью связывающей город с большим кино является то, что в 1907 году здесь родился актёр Мэрион Роберт Моррисон, более известный как Джон Уэйн — непревзойдённый «король вестернов». Дом в Уинтерсете, где он вырос ныне представляет собой музей. Кроме того, Уинтерсет служил съёмочной площадкой для фильмов «Холодная индейка» (1971) и «Безумцы» (2010).

## География
Уинтерсет расположен в центральной части округа Мадисон, на пересечении Шоссе 169 (США) и шоссе 92 штата Айова на высоте около 330 метров над уровнем моря. Река Мидл-Ривер протекает мимо южной части города. Он находится примерно в 30 милях к юго-западу от столицы штата Айова, города Де-Мойн.
В соответствии с данными Бюро переписи населения США, общая площадь города составляет 4,72 квадратных мили (12,22 км²), из которых 4,58 квадратных мили (11,86 км²) приходится на сушу, а 0,14 квадратных мили (0,36 км²) занимает водная поверхность.

## Климат
Согласно данным представленным Национальной метеорологической службой США в Уинтерсете преобладает влажный континентальный климат с жарким летом, который по классификации климатов Кёппена сокращённо обозначается на климатических картах аббревиатурой «Dfa».